# Iodociclohexà
El iodociclohexà és un compost orgànic, que té de fórmula molecular C6H11I. Dins la química orgànica, el iodociclohexà forma part del grup d'hidrocarburs halogenats, és a dir, tenen àtoms d'halògens. Els composts que formen aquest grup es caracteritzen per ser uns dels causants de la destrucció de la capa d'ozó.

## Propietats físiques
El iodociclohexà en un ambient de condicions normals, està en un estat líquid incolor que torna a un groc lleugerament vermellós, a més, és soluble en etanol, èter i acetona.

## Preparació
El iodociclohexà ha estat preparat mitjançant la unió de iodur d’hidrogen al ciclohexè. També es pot preparar per reacció de ciclohexà i iodoform.
{\displaystyle {\ce {C6H10 + HI ->[H3PO4] C6H11I}}}

## Usos
El compost s'ha utilitzat com a reactiu en la desmetilació (eliminació d’un metil) d'èters metílics d'aril en DMF (dimetilformamida) en condicions de reflux. Aquest compost es pot vendre, normalment entre el 95 % i el 98 % d'estat pur. Quan s'hagi d'usar, després al moment d'emmagatzemar-lo s'ha de deixar en temperatura ambient, i lluny de la llum (ja que és sensible) i lluny d'agents oxidants que el puguin fer malbé.
El iodociclohexà s'utilitza com a reactiu en la preparació d'arilalcans i fenilhexè mitjançant l'acoblament creuat catalitzat per ferro d'halurs d'alquil amb reactius de Grignard.

## Toxicologia
Aquest compost és irritable en contacte físic com és a la pell, irritació ocular greu i irritació respiratòria. Per això és molt recomanable tenir-ho alluny dels més petits i de zones corporals sensibles. En cas que hi hagi hagut contacte físic amb el iodociclohexà s'ha de rentar immediatament la zona afectada amb molta aigua. Per poder preveure qualsevol accident és recomanable portar roba de protecció adequada.
Aquest compost sol ser usant dins unes condicions apostes que sol tenir un laboratori, més les eines apropiades per emprar aquesta substància i poder tenir una seguretat específica al moment de l'ús.